# Godeanu (okręg Mehedinți)
Godeanu – wieś w Rumunii, w okręgu Mehedinți, w gminie Godeanu. W 2011 roku liczyła 155 mieszkańców.